# Boîte à oiseau chanteur
Pour les articles homonymes, voir Boîte.

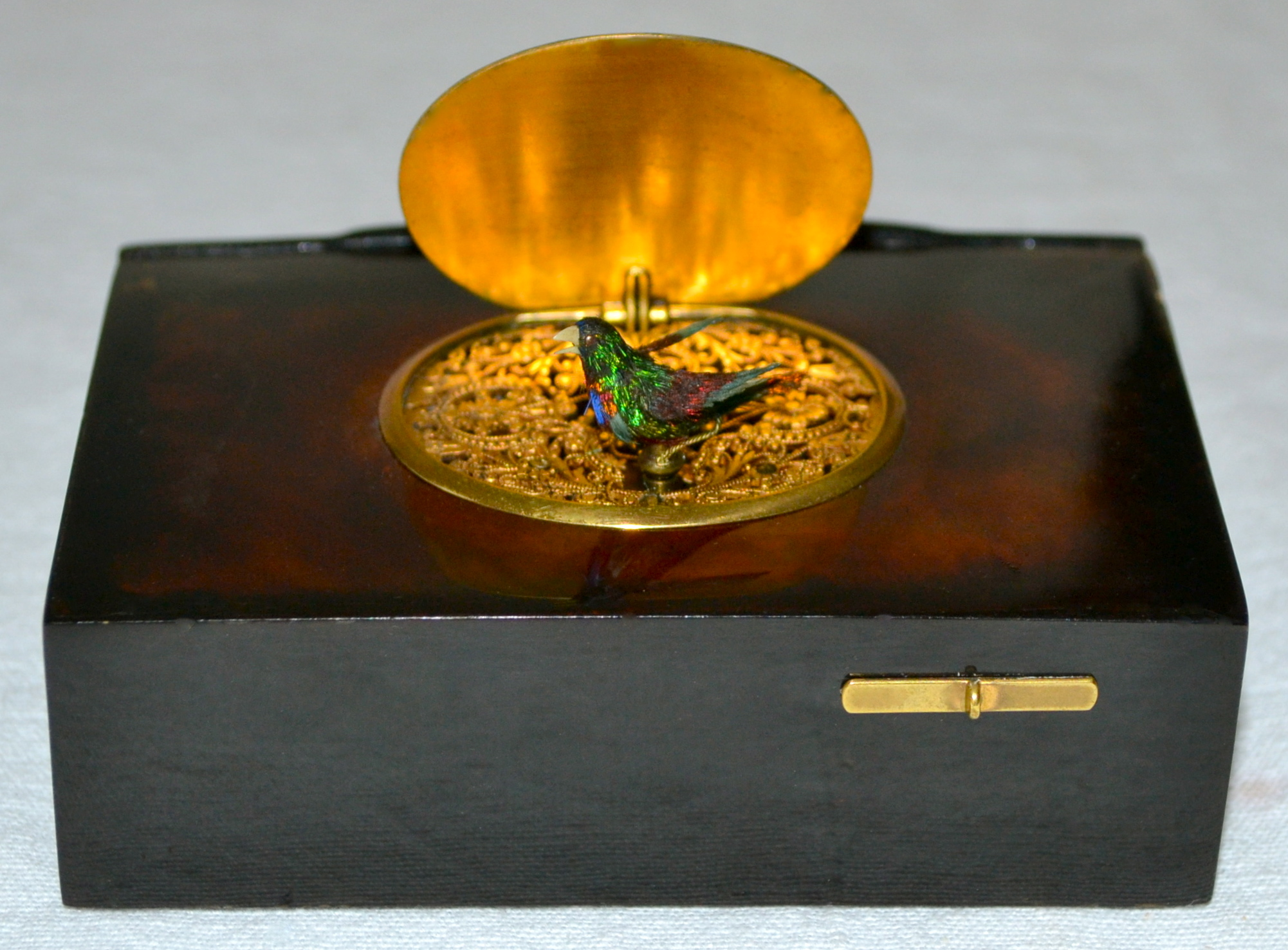
Pièce faite autour de 1890 par la maison française Bontems. Boîte en écaille avec automate finement élaboré en plumage iridescent de colibri et bec en os.

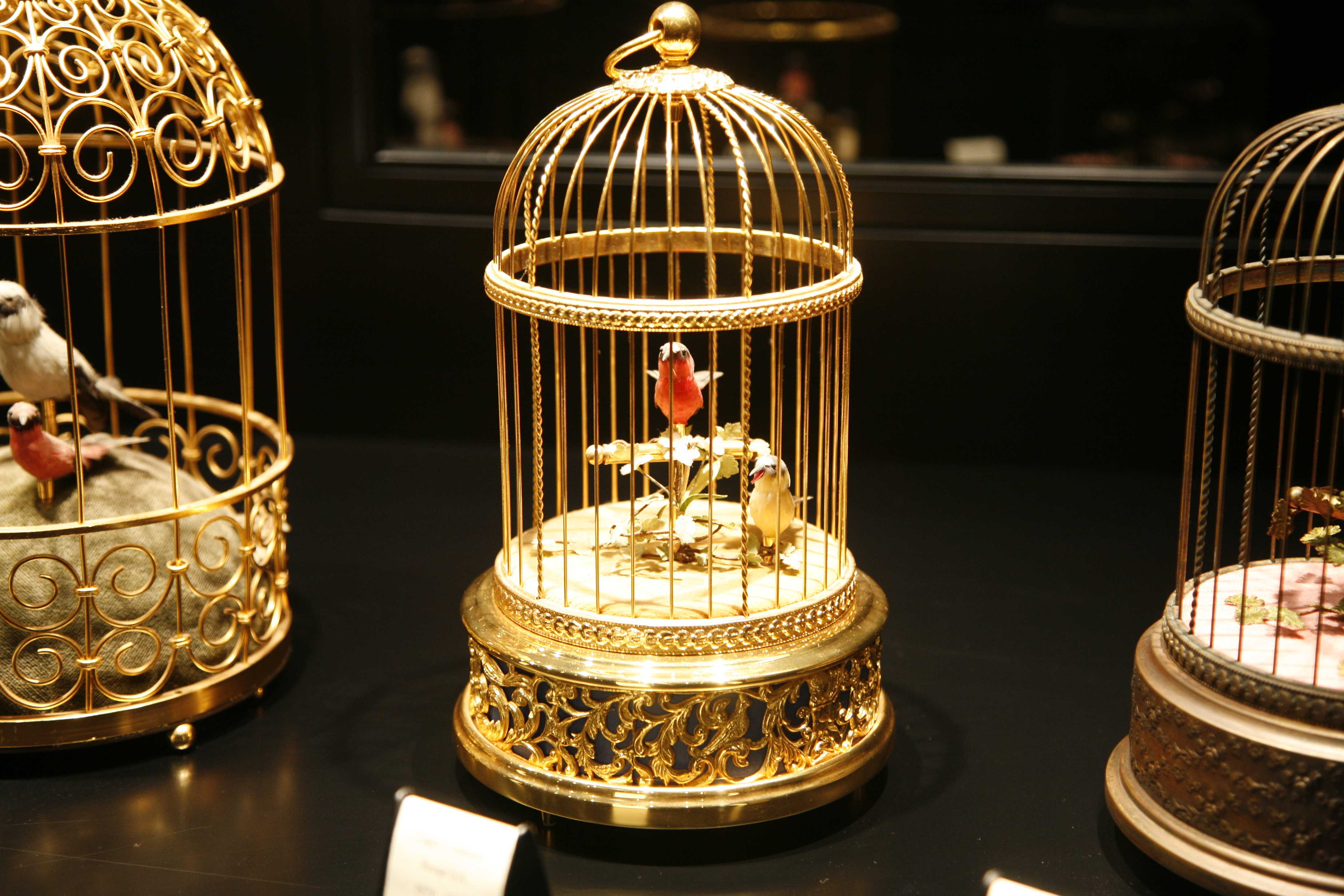
Cage à oiseau chanteur du Musée d'automates et de boîtes à musique

Une boîte à oiseau chanteur est une boîte, généralement rectangulaire, contenant un petit oiseau chanteur mécanique situé sous un médaillon ovale et activé par un dispositif.

## Historique
Ses origines sont de Genève (Suisse) et son invention en 1784-1785 est attribuée à Pierre Jaquet-Droz.
Le terme tabatière est aussi utilisé pour dénommer cet objet en raison de leur ressemblance à la taille et la forme, même si cela n'implique pas nécessairement qu'il est utilisé pour stocker le tabac à priser.